# Olivier Barthélémy

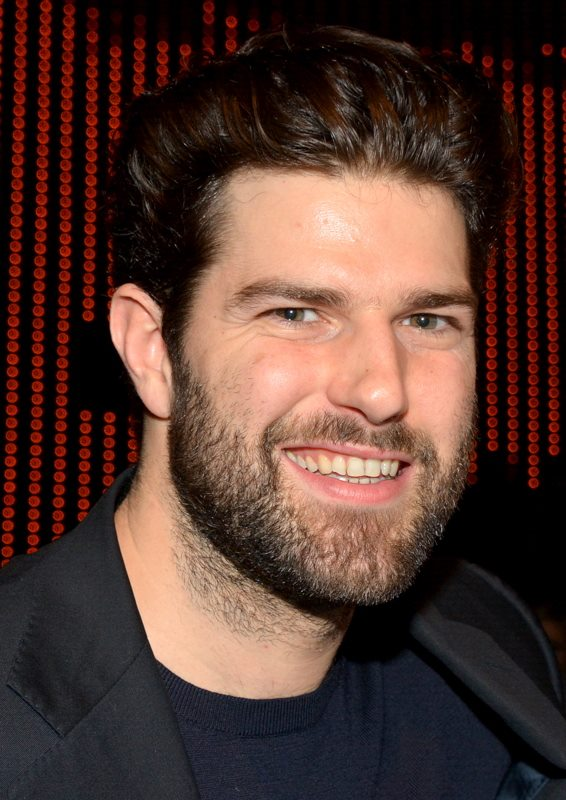
Olivier Barthélémy 2015

Olivier Barthélémy (* 29. Oktober 1979 in München) ist ein französischer Filmschauspieler.

## Leben
Barthélémy kam früh zum Film, da sein Onkel Dekorateur beim Film war und Barthélémy als Requisitenfahrer arbeitete. Er lernte noch zu Schulzeiten Kim Chapiron kennen und war in zahlreichen Filmen des Filmkollektivs Kourtrajmé zu sehen. Zu seinen frühen Auftritten gehörten der Kurzfilm La barbichette und der Langfilm Sheitan. In beiden 2006 veröffentlichten Filmen übernahm er an der Seite von Vincent Cassel die Hauptrolle. Auch später arbeitete er mehrfach mit Cassel zusammen, so in Public Enemy No. 1 – Todestrieb (2008) sowie in Notre jour viendra (2010), dem Langfilmregiedebüt von Kourtrajmé-Mitbegründer Romain Gavras. In Gavras’ Musikvideo zu DJ Mehdis Single Signatune (2007) war Barthélémy in der Hauptrolle zu sehen.
Barthélémy ist häufig in düsteren und komplexen Rollen zu sehen. Eine Ausnahme bildete die Filmkomödie Discount aus dem Jahr 2014, in der er die Rolle eines Supermarktangestellten übernahm.

## Filmografie (Auswahl)
- 2006: La barbichette (Kurzfilm)
- 2006: Sheitan
- 2006: Pom, das treue Fohlen (Pom, le poulain)
- 2006: Es lebe die Bombe! (Vive la bombe!) (TV)
- 2007: Crime Insiders (Truands)
- 2007: La commune (TV-Serie, 7 Folgen)
- 2008: Public Enemy No. 1 – Todestrieb (L’ennemi public n°1)
- 2010: Notre jour viendra
- 2011: Largo Winch II – Die Burma Verschwörung (Largo Winch II)
- 2011: Mike
- 2012: Um Bank und Kragen (Bankable) (TV)
- 2012: Aux yeux de tous
- 2012: Ce que le jour doit à la nuit
- 2014: 24 jours
- 2014: Discount
- 2015: C’est tout pour moi
- 2017–2018: Ich liebe euch! (J’ai 2 amours) (TV-Miniserie, 3 Folgen)
- 2018: Chacun pour tous
- 2019: The Last Wave (La dernière vague) (TV-Miniserie, 6 Folgen)
- 2020: 100% Bio
- 2022: Freiheit oder Tod (Vaincre ou mourir)
- 2022: Overdose